# Крушево (област Благоевград)
Вижте пояснителната страница за други населени места с името Крушево.
Кру̀шево е село в Югозападна България. То се намира в община Гърмен, област Благоевград.

## География
Село Крушево се намира в планински район. То попада в историко-географската област Чеч.

## История
В списък на селищата и броя на немюсюлманските домакинства във вилаета Неврокоп от 13 март 1660 година село Крушево (Куршева, на османски турски: قــوﺭشــوﻩ) е посочено като село, в което живеят 40 немюсюлмански семейства.
В XIX век Крушево е мюсюлманско село в Неврокопска каза на Османската империя. В „Етнография на вилаетите Адрианопол, Монастир и Салоника“, издадена в Константинопол в 1878 година и отразяваща статистиката на населението от 1873 година, Крушево (Krouchévo) е посочено като село с 60 домакинства и 160 жители помаци. Съгласно статистиката на Васил Кънчов („Македония. Етнография и статистика“) към 1900 година Крушево (Крушово) е българо-мохамеданско селище. В него живеят 340 българи-мохамедани в 55 къщи.. Според Стефан Веркович към края на XIX век Крушево има мюсюлманско мъжко население 200 души, което живее в 60 къщи.
В 1891 година Георги Стрезов пише за селото:
| „ | Крушово, на СИ от Неврокоп 3 часа. В околността се раждат изобилно овощия. Всички жители са помаци. 60 къщи. | “ |

## Население

### Етнически състав
Преброяване на населението през 2011 г.
Численост и дял на етническите групи според преброяването на населението през 2011 г.:
|                     | Численост |
| Общо                | 258       |
| Българи             | 123       |
| Турци               | 0         |
| Цигани              | 0         |
| Други               | 0         |
| Не се самоопределят | 0         |
| Неотговорили        | 129       |